# Angela Kulikov
Angela Kulikov (ur. 31 marca 1998 w Los Angeles) – amerykańska tenisistka.

## Kariera tenisowa
W karierze wygrała jeden turniej cyklu WTA Tour w grze podwójnej z dwóch osiągniętych finałów. Ponadto wygrała jedenaście deblowych turniejów rangi ITF. Najwyżej w rankingu WTA Tour była sklasyfikowana na 57. pozycji w deblu (24 października 2022).
W 2022 roku podczas US Open zadebiutowała w wielkoszlemowym turnieju głównym w grze podwójnej. Startując w parze z Sophie Chang, odpadła w drugiej rundzie.

## Historia występów wielkoszlemowych
Legenda
     W, wygrany turniej
     F, przegrana w finale
     SF, przegrana w półfinale
     QF, przegrana w ćwierćfinale
     xR, przegrana w x rundzie
     Qx, przegrana w x rundzie kwalifikacji
     A, brak startu
     NH, turniej nie odbył się

### Występy w grze pojedynczej
Angela Kulikov nigdy nie startowała w rozgrywkach gry pojedynczej podczas turniejów wielkoszlemowych. Nie została nigdy sklasyfikowana w rankingu singlowym WTA.
| Sezon                  | 2012 | 2013–2017 | 2018 | 2019 | 2020 | 2021 | 2022 |
| ---------------------- | ---- | --------- | ---- | ---- | ---- | ---- | ---- |
| Ranking na koniec roku | –    | –         | –    | –    | –    | –    | –    |

### Występy w grze podwójnej
| Australian Open        | A | A | A | A   | A   | A   | A  | 1R  | A   | A | 0 / 1 | 0 – 1 |  |  |  |  |  |  |  |  |  |  |  |  |  |  |  |
| French Open            | A | A | A | A   | A   | A   | A  | 1R  | A   | A | 0 / 1 | 0 – 1 |  |  |  |  |  |  |  |  |  |  |  |  |  |  |  |
| Wimbledon              | A | A | A | A   | NH  | A   | A  | 1R  | A   |   | 0 / 1 | 0 – 1 |  |  |  |  |  |  |  |  |  |  |  |  |  |  |  |
| US Open                | A | A | A | A   | A   | A   | 2R | 1R  | A   |   | 0 / 2 | 1 – 2 |  |  |  |  |  |  |  |  |  |  |  |  |  |  |  |
|                        |   |   |   |     |     |     |    |     |     |   |       |       |  |  |  |  |  |  |  |  |  |  |  |  |  |  |  |
| Ranking na koniec roku | – | – | – | 449 | 414 | 308 | 57 | 113 | 472 |   | 0 / 5 | 1 – 5 |  |  |  |  |  |  |  |  |  |  |  |  |  |  |  |

### Występy w grze mieszanej
Angela Kulikov nigdy nie startowała w rozgrywkach gry mieszanej podczas turniejów wielkoszlemowych.

## Finały turniejów WTA
| Legenda                   | Legenda |
| ------------------------- | ------- |
| Wielki Szlem              |         |
| Igrzyska olimpijskie      |         |
| WTA Tour Championships    |         |
| od 2021                   |         |
| WTA 1000 (obowiązkowe)    |         |
| WTA 1000 (nieobowiązkowe) |         |
| WTA 500                   |         |
| WTA 250                   |         |
| WTA 125                   |         |

### Gra podwójna 3 (1–2)
| Końcowy wynik | Nr | Data                | Turniej  | Nawierzchnia | Partnerka           | Przeciwniczki                          | Wynik finału   |
| ------------- | -- | ------------------- | -------- | ------------ | ------------------- | -------------------------------------- | -------------- |
| Zwyciężczyni  | 1. | 23 lipca 2022       | Hamburg  | Ceglana      | Sophie Chang        | Miyu Katō Aldila Sutjiadi              | 6:3, 4:6, 10–6 |
| Finalistka    | 1. | 9 października 2022 | Monastyr | Twarda       | Miyu Katō           | Kristina Mladenovic Kateřina Siniaková | 2:6, 0:6       |
| Finalistka    | 2. | 29 lipca 2023       | Hamburg  | Ceglana      | Miriam Kolodziejová | Anna Danilina Aleksandra Panowa        | 4:6, 2:6       |

## Finały turniejów WTA 125

### Gra podwójna 1 (0–1)
| Końcowy wynik | Nr | Data             | Turniej   | Nawierzchnia | Partnerka   | Przeciwniczki           | Wynik finału |
| ------------- | -- | ---------------- | --------- | ------------ | ----------- | ----------------------- | ------------ |
| Finalistka    | 1. | 20 sierpnia 2022 | Vancouver | Twarda       | Tímea Babos | Miyu Katō Asia Muhammad | 3:6, 5:7     |

## Finały turniejów rangi ITF
| turnieje z pulą nagród 100 000 $ (W100) |
| turnieje z pulą nagród 80 000 $ (W80)   |
| turnieje z pulą nagród 60 000 $ (W75)   |
| turnieje z pulą nagród 40 000 $ (W50)   |
| turnieje z pulą nagród 25 000 $ (W35)   |
| turnieje z pulą nagród 15 000 $ (W15)   |

### Gra podwójna 15 (10–5)
| Rezultat     |     | Data       | Turniej         | ($)     | Naw.          | Partnerka     | Przeciwniczki                        | Wynik              |
| Finalistka   | 1.  | 13/07/2019 | Cancún          | 15 000  | Twarda        | Rianna Valdes | Ingrid Gamarra Martins Eduarda Piai  | 7:6(1), 5:7, 9–11  |
| Zwyciężczyni | 1.  | 17/08/2019 | Concord         | 60 000  | Twarda        | Rianna Valdes | Elizabeth Halbauer Ingrid Neel       | 7:6(3), 4:6, 17–15 |
| Zwyciężczyni | 2.  | 03/10/2021 | Berkeley        | 60 000  | Twarda        | Sophie Chang  | Liang En-shuo Lu Jiajing             | 6:4, 6:3           |
| Finalistka   | 2.  | 30/01/2022 | Orlando         | 60 000  | Twarda        | Rianna Valdes | Hailey Baptiste Whitney Osuigwe      | 6:7(7), 5:7        |
| Zwyciężczyni | 3.  | 05/02/2022 | Rome            | 60 000  | Twarda (hala) | Sophie Chang  | Emina Bektas Tara Moore              | 6:3, 6:7(2), 10–7  |
| Zwyciężczyni | 4.  | 17/04/2022 | Palm Harbor     | 100 000 | Ceglana       | Sophie Chang  | Lucrezia Stefanini Irina Bara        | 6:4, 3:6, 10–8     |
| Zwyciężczyni | 5.  | 23/04/2022 | Charlottesville | 60 000  | Ceglana       | Sophie Chang  | Walendini Gramatikopulu Alycia Parks | 2:6, 6:3, 10–4     |
| Finalistka   | 3.  | 01/05/2022 | Charleston      | 100 000 | Ceglana       | Sophie Chang  | Katarzyna Kawa Aldila Sutjiadi       | 1:6, 4:6           |
| Zwyciężczyni | 6.  | 28/05/2022 | Orlando         | 60 000  | Twarda        | Sophie Chang  | Hanna Chang Elizabeth Mandlik        | 6:3, 2:6, 10–6     |
| Zwyciężczyni | 7.  | 22/04/2023 | Charleston      | 100 000 | Ceglana       | Sophie Chang  | Ashlyn Krueger Robin Montgomery      | 6:3, 6:4           |
| Finalistka   | 4.  | 13/05/2023 | Naples          | 60 000  | Ceglana       | Sophie Chang  | Christina Rosca Astra Sharma         | 1:6, 6:7(4)        |
| Zwyciężczyni | 8.  | 06/01/2024 | Arcadia         | 25 000  | Twarda        | Ashley Lahey  | Haley Giavara Brandy Walker          | 6:3, 6:2           |
| Zwyciężczyni | 9.  | 03/02/2024 | Rome            | 60 000  | Twarda (hala) | Jamie Loeb    | Hailey Baptiste Whitney Osuigwe      | walkower           |
| Zwyciężczyni | 10. | 01/02/2025 | Rome            | 60 000  | Twarda (hala) | Sophie Chang  | Whitney Osuigwe Eva Vedder           | 7:6(3), 6:4        |
| Finalistka   | 5.  | 04/05/2025 | Bonita Springs  | 100 000 | Ceglana       | Makenna Jones | Marija Kozyriewa Iryna Szymanowicz   | 2:6, 2:6           |